# José Damaso Romillo Ortiz
José Damaso Romillo Ortiz (Vallejo de Mena Burgos, 1800c. - Madrid, 28 de octubre de 1872) fue un impresor activo en Madrid en la primera mitad del siglo XIX.

## Familia
José Damaso Romillo Ortiz era hijo de Manuel Romillo y de Josefa Ortiz, ambos naturales de Vallejo de Mena.  
Era casado con Gregoria María de la Arena. El matrimonio tuvo dos varones: José María Romillo Arena (1826-1865) y Eugenio Romillo Arena (1828-1902), ambos no casados y sin descendencia, y tres hijas: Francisca Romillo Arena (1834-1881)  casò Teodoro Sainz Rueda (1835-1897), Teresa Romillo Arena (?-1874) casò  Emeterio Romillo Cano, y María Romillo Arena (1830-1871) sin descendencia. En el 1870 aparece en la lista de los herederos de Juan Barbado de la Torre.

## Biografía
José Damaso Romillo Ortiz se trasladò en Madrid en las primeras decades del XIX siglo donde fundò la imprenta Romillo en la calle de Atocha, número 6 que sufriò una quiebra el 27 de diciembre de 1862. 
Su hijo mayor José María Romillo Arena, que en el 1845 había fundado la “Casa de comercio Romillo”, papelería por la mayor, en la calle de la Sal, 2, subentrado en la imprenta, falleciò tres años más tarde el 12 de octubre de 1865. Su hermano Eugenio Romillo Arena heredò la imprenta la que entorno el año 1878 pasò a ser propiedad de Samuel Romillo, probable primo de José Damaso Romillo Ortiz. La imprenta de Samuel Romillo ya en el 1903 estaba en calle Fuentes, 12, Madrid y hasta el 1912 resultaba todavía en actividad en la misma calle.     
José Damaso Romillo Ortiz falleciò en Madrid el 28 de octubre de 1872. Está sepultado en el cementerio de San Isidro.